# Chiesa dei Santi Vito, Modesto e Crescenzia (Bassano del Grappa)
La chiesa dei Santi Vito, Modesto e Crescenzia, nota anche come santuario della Madonna delle Salute, è la parrocchiale di San Vito, frazione di Bassano del Grappa, in provincia e diocesi di Vicenza; fa parte del vicariato di Bassano del Grappa-Rosà.

## Storia
La primitiva chiesetta situata nella località poi nota come San Vito sorse tra i secoli VIII e IX ad opera dei monaci benedettini provenienti dal monastero dei Santi Felice e Fortunato di Vicenza; proprio tali frati portarono qui il culto dei santi martiri Vito, Modesto e Crescenzia.
Da un documento del 1284 s'apprende che il monastero comprendeva anche un romitorio e una sorta di piccolo ospedale per i pellegrini.
Nella relazione della visita pastorale del 1592 del vescovo Michele Priuli si legge che la chiesa sanvitese era filiale della pieve di Bassano del Grappa e che ad essa era annessa una specie di canonica nella quale abitava un eremita.
A causa del dilagare dell'epidemia di peste del 1630-1631, questa chiesa divenne anche un santuario dedicato alla Madonna della Salute e in breve tempo molti più fedeli cominciarono a frequentarla.

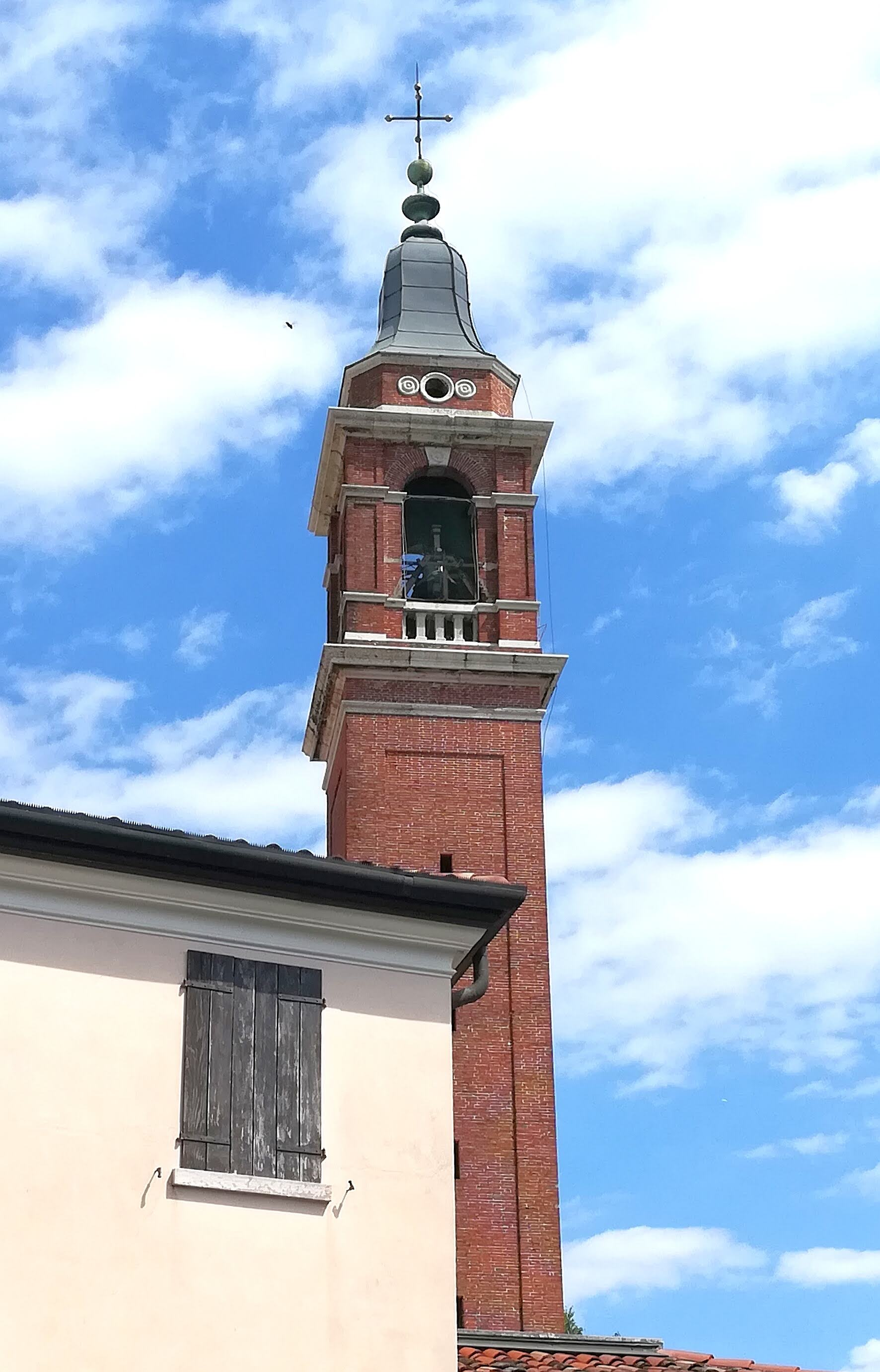
Il campanile

All'inizio del XVIII secolo la chiesetta si rivelò insufficiente a soddisfare le esigenze della popolazione e così, nel 1702 per volere di don Giuseppe Rizzi iniziarono i lavori di realizzazione dell'attuale parrocchiale che, interrotti da una bufera che rovinò ciò che era stato realizzato, poterono essere ultimati nel 1704. Nel 1741 vennero portati a compimento la facciata e alcuni interventi all'interno.
Il campanile fu eretto tra il 1876 e il 1879 e nel 1972 la chiesa subì alcuni lavori di ingrandimento

## Descrizione

### Esterno
La facciata è scandita da quattro lesene poggianti su alti basamenti e sorreggenti il timpano triangolare; sopra il portale è presente una nicchia ospitante la statua della Beata Vergine Maria, mentre ai lati vi son altre due nicchie con le statue di San Francesco Saverio e di Sant'Osvaldo sovrastate da finestre con archi a tutto sesto.

### Interno
L'interno ospita diverse opere di pregio, tra le quali il dipinto del soffitto con soggetto la Trinità, eseguito da Francesco Trivellini, dello stesso autore la pala del 1708 ritraente Sant'Osvaldo, le statue raffiguranti i Santi Filippo Neri, Pietro Apostolo, Francesco di Paola e Giuseppe, l'affresco ottocentesco della Madonna con un gruppo di fedeli supplicanti, opera di Giovanni De Min, e la pala avente come soggetto la Presentazione di Maria al tempio, realizzata nel 1923 da Gaspare Fontana.